# María Carolina de Borbón-Dos Sicilias (1822-1869)
María Carolina de Borbón-Dos Sicilias y Habsburgo-Lorena (en italiano: Maria Carolina di Borbone-Due Sicilie; en alemán: Maria Karolina von Neapel-Sizilien; Viena, 26 de abril de 1822 - Twickenham, 6 de diciembre de 1869), fue una princesa de las Dos Sicilias, de la Casa de Borbón, y miembro de la Casa de Orleans por su matrimonio.

## Biografía

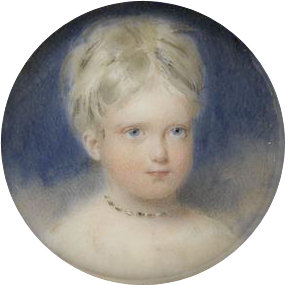
María Carolina Augusta en su infancia, miniatura de autor desconocido.

María Carolina fue la hija mayor y la única que sobrevivió a la infancia de Leopoldo de Borbón-Dos Sicilias, príncipe de Salerno, y de su esposa, la archiduquesa María Clementina de Austria. Era, pues, una nieta del emperador Francisco I de Austria (su cuarta esposa, Carolina Augusta de Baviera, fue su madrina). María Carolina también era sobrina del emperador Fernando I de Austria, de María Luisa de Austria, emperatriz de Francia (segunda esposa de Napoleón), y de María Leopoldina de Austria, emperatriz de Brasil (esposa del emperador Pedro I). Los emperadores Francisco José I de Austria, Pedro II de Brasil y Maximiliano I de México eran sus primos hermanos. Su familia la llamaba cariñosamente Lina.
La princesa pasó los primeros años de su vida bajo la supervisión de su madre en la corte imperial austríaca, en Viena, donde fue presentada oficialmente en la corte. Como adolescente, María Carolina volvió junto a su familia a Nápoles.

## Matrimonio

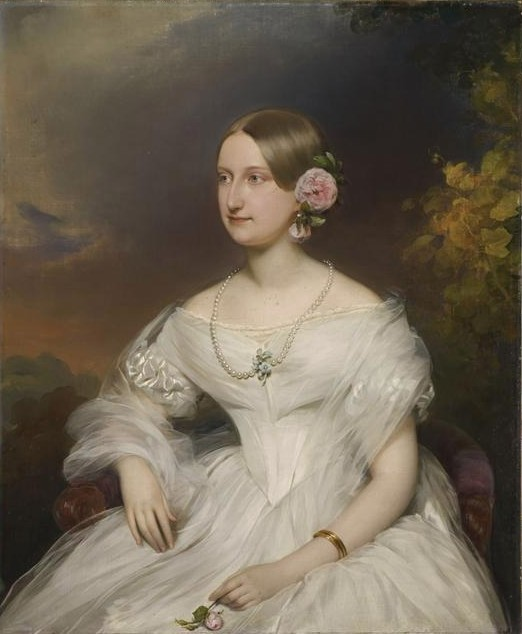
María Carolina Augusta a la edad de 20 años, pintura de Franz Schrotzbergstraße en el Museo Condé, Chantilly.

Entre los años 1830 y 1840, no había muchas princesas de la realeza europea en la edad para contraer matrimonio, y muchos candidatos compitieron por la mano de María Carolina. El elegido fue el príncipe Enrique de Orleans, hijo del rey Luis Felipe I de Francia, que había impresionado positivamente a su padre durante su estancia en la corte napolitana. Las negociaciones para el matrimonio comenzaron en agosto de 1844, y el 17 de septiembre de ese año, el compromiso fue anunciado en la Revue de Paris. No fue un matrimonio por amor, sino una unión por intereses dinásticos. Enrique describió a su esposa en una carta como "no tan agradable, pero nada objetable en sí misma", pero también atestigua su buena apariencia (... "n’est pas jolie, mais c’est une miniature exquise."). Enrique estaba siendo presionado por sus padres para encontrar una novia y, finalmente, optó por la pequeña y delicada María Carolina, para impedir la realización de propuestas de matrimonio de otras princesas europeas. 
La boda tuvo lugar el 25 de noviembre de 1844 –el aniversario de la pareja real francesa–
en Nápoles, a petición del novio, mientras que María Carolina y sus futuros suegros hubieran preferido que la ceremonia tuviese lugar en París. La boda civil se celebró en el palacio real de Fernando II. Ese mismo día, el matrimonio religioso se celebró con gran pompa. La novia llevó una gran suma de 517.000 francos de oro como dote para el matrimonio. La boda se festejó con bailes, recepciones, galas y eventos, así el teatro y los juegos duraron más de dos semanas. María Carolina, sin embargo, viajó el 2 de diciembre de 1844 junto a su esposo a Tolón. De allí se dirigió a una recepción magnífica realizada en París, donde la joven pareja tuvo un apartamento en el palacio de las Tullerías. 
Durante el primer trimestre de 1845, cuando María Carolina se dedicó a tareas ceremoniales tales como las danzas, juegos o reuniones, la pareja de recién casados por fin tuvo la oportunidad de conocerse mejor. En mayo de 1845, la pareja se trasladó a vivir al castillo de Chantilly, que fue reformado.
Maria Carolina se trasladó a Argelia en 1847, ya que su esposo fue nombrado gobernador general de la colonia francesa.

## El exilio en Inglaterra
Después de la Revolución de Febrero, la familia real fue desterrada de Francia por un decreto aprobado en mayo de 1848, Enrique y María Carolina se exiliaron en Inglaterra. La pareja vivía en Claremont, en Surrey, donde ocuparon temporalmente Claremont House. Para mantener a la familia durante los primeros meses de exilio, la duquesa tuvo que vender sus joyas preciosas.

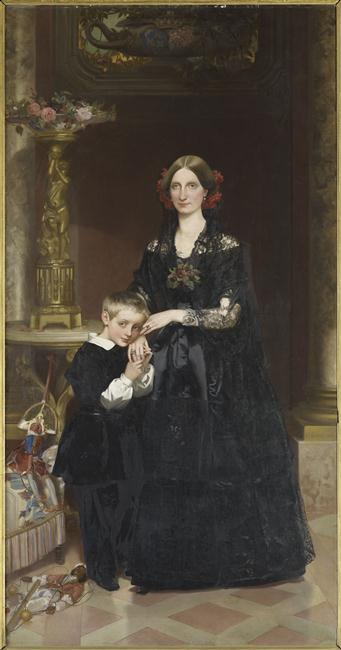
María Carolina Augusta junto a su hijo mayor, Luis Felipe, en 1851.

Maria Carolina contó con la ayuda de amigos cercanos, como su prima cuarta la reina Victoria, que los visitó en su residencia en Orleans House, en Twickenham - hoy un suburbio de Londres. El duque y la duquesa dejaron Claremont el 16 de abril de 1852. Después de un largo viaje desde agosto de 1864 a través de Europa - entre ellos, Bélgica, Austria, Hungría, España, Suiza y el Este - pasaron la preferencia temporal de bienes para el Wood Norton Hall, en Worcestershire.

## Muerte
Una vez acaecida la inesperada muerte de su hijo mayor Luis Felipe en 1866, la duquesa cayó en una profunda crisis de la que nunca se recuperó plenamente. Después de seis semanas de sufrimiento causado por una enfermedad, María Carolina murió de una embolia pulmonar. Fue enterrada el 10 de diciembre de 1869 en la Capilla de San Carlos Borromeo de Weybridge. En 1876, su cuerpo fue trasladado por su marido a la Capilla real de Dreux.

## Descendencia
La pareja tuvo siete hijos, pero solo dos alcanzaron la edad adulta:
1. Luis Felipe, Príncipe de Condé (15 de noviembre de 1845 - 24 de mayo de 1866), murió joven y sin descendencia.
2. Enrique Leopoldo, Duque de Guisa (11 de septiembre - 10 de octubre de 1847), murió en la infancia.
3. Hija nacida muerta (1849)
4. Francisco Paulo, Duque de Guisa (11 de enero - 15 de abril de 1852), murió en la infancia.
5. Francisco Luis, Duque de Guisa (15 de enero de 1854 - 25 de julio de 1872), murió joven y sin descendencia.
6. Hijo nacido muerto (1861)
7. Hijo nacido muerto (1864)

## Distinciones honoríficas
- 14 de septiembre de 1839:  Dama de primera clase de la Orden de la Cruz Estrellada.[1][2] (Imperio Austrohúngaro)

- 19 de octubre de 1846:  Dama de la Orden de las Damas Nobles de la Reina María Luisa.[3] (Reino de España)